# Metaphidippus felix
Metaphidippus felix is een spinnensoort in de taxonomische indeling van de springspinnen (Salticidae).
Het dier behoort tot het geslacht Metaphidippus. De wetenschappelijke naam van de soort werd voor het eerst geldig gepubliceerd in 1901 door Elizabeth Maria Gifford Peckham & George William Peckham.